# نيكولاي بوغومولوف
نيكولاي بوغومولوف (بالروسية: Богомолов, Николай Олегович)‏ هو لاعب هوكي الجليد روسي، ولد في 30 مايو 1991 في موسكو في روسيا.

## وصلات خارجية
- نيكولاي بوغومولوف على موقع دوري الهوكي للقارات (الإنجليزية)
- نيكولاي بوغومولوف على موقع EliteProspects.com (الإنجليزية)
- نيكولاي بوغومولوف على موقع HockeyDB.com (الإنجليزية)